# 터보 키드
《터보 키드》(영어: Turbo Kid)는 2015년 종말물 슈퍼히어로 영화이다. 프랑수아 시마르, 아누크 우이셀, 요안카를 우이셀이 공동 연출하고, 먼로 체임버스, 로랑스 르뵈프, 마이클 아이언사이드, 에런 제프리 등이 출연하였다. 물 부족에 시달리는 1997년 평행 우주 세계에서 만화를 좋아하는 십대 소년이 슈퍼히어로가 되어 폭정을 펼치는 군벌에 대항하며 겪는 모험을 그린다.

## 줄거리
지구 종말이 일어난 후인 1997년. 웨이스트랜드 사람들은 붙잡힌 인질들을 물에 갈아넣는 가학적인 권력자 쥬스의 지배를 받는다.
어려서 쥬스에게 부모님을 잃은 더 키드는 "터보 라이더"라는 만화를 좋아하는 십대 소년으로, 쓰레기 더미를 뒤져 건진 고물을 물물교환하며 근근이 살고 있다. 어느 날 더 키드는 정체불명의 소녀 애플을 알게 되고 함께 벙커에서 살게 되지만 쥬스의 똘마니가 애플을 납치한다.
터보 라이더 갑옷과 손목 무기를 발견하고 이를 장착한 더 키드는 슈퍼히어로처럼 애플을 구출하기로 결심한다. 한편 팔씨름 우승자인 카우보이 프레더릭은 형제를 구하려다가 잡혀 오른손이 날아간 뒤 애플과 함께 경기장에 던져진다. 경기장에 난입한 더 키드는 프레더릭, 애플과 함께 쥬스의 전사들을 무찌르고 도망한다.
애플의 정체는 우정용 로봇으로 밝혀진다. 쥬스의 심복이 애플의 목을 날리자 더 키드는 이를 새 로봇 몸에 꽂는다. 프레더릭은 기계 손을 단다.
쥬스를 죽일 각오로 쥬스의 진영에 도착한 더 키드와 프레더릭에게 쥬스는 그 역시 모든 경쟁에서 무자비하게 이기도록 개발된 로봇임을 밝힌다. 더 키드가 수세에 몰려 죽기 일보 직전에 애플이 나타나 더 키드를 구한다. 더 키드는 큰 폭파를 일으켜 쥬스를 죽이고, 땅이 균열하면서 지하에 있던 신선한 수원으로부터 물줄기가 터져나온다. 애플은 폭발 여파로부터 더 키드를 보호하다가 사망한다.
프레더릭은 웨이스트랜드 사람들에게 물을 나르기로 하고, 키드는 애플을 묻고 길을 떠난다.

## 출연
- 먼로 체임버스 - 더 키드 역
- 로랑스 르뵈프 - 애플 역
- 마이클 아이언사이드 - 쥬스 역
- 에런 제프리 - 프레더릭 역

## 같이 보기
- 쿵 퓨리
- 소년과 개